# Определительные местоимения
Определительные местоимения (лат. prononima determenativa, англ. emphatic pronoun) — разряд (тип) местоимений, которые указывают на обобщённый признак предмета; указывают на степень полноты охвата предмета, степень качества.

## В русском языке
В русском языке к определительным относятся местоимения: сам, самый, все, весь, всякий, каждый, иной, любой, другой, устаревшие местоимения всяческий, всяк. Определительные местоименные наречия (всегда, везде, всюду, отовсюду, иначе, всячески и устаревшее всяко) также относятся к определительным местоимениям, но в рамках школьного курса могут рассматриваться отдельно, как наречия. Список определительных местоимений не является исчерпывающим и однозначным, разные лингвисты могут включать в этот список разные единицы.
В русской грамматике разряд определительных местоимений стали выделять в первой половине XIX века, первое определение им дано Н. И. Гречем (1830); некоторые грамматики не рассматривают такую категорию (в частности, Грамматика-80), а А. М. Пешковский предлагал вместо определительных местоимений рассматривать совокупные (целый, всегда, везде, всюду, отовсюду, целый в значении «весь»), обобщительные (всякий, каждый, любой, какой угодно, всячески) и выделительные (сам, самый, иной, иначе, другой в значении «иной») .
В предложении определительные местоимения могут выполнять роль определения, подлежащего, дополнения или входить в состав члена предложения.
Определительные местоимения соотносятся с указательными местоимениями как более конкретные и более обобщённые ответы на одни и те же вопросы: какой? — этот, тот и всякий, каждый; где? — тут, там и всюду, везде; и т. д.

## Значения
Местоимения любой, всякий, каждый имеют значение «один из всех подобных», поэтому они часто взаимозаменяемы в предложениях:

Всякую ягодку в руки берут, да не всякую в рот кладут.
Любую ягодку в руки берут, да не любую в рот кладут.
Каждую ягодку в руки берут, да не каждую в рот кладут.
У местоимения всякий имеется оттенок значения «разный»: 

Мне встречались всякие люди.
У местоимения любой имеется оттенок значения «какой угодно»: 

Выбери любую игрушку.
У местоимения весь есть значение в полном составе, без исключения, целый, целиком, от начала до конца:

Вся комната янтарным блеском озарена.— А. С. Пушкин
Этим местоимением можно заменить местоимения любой, всякий, другой, каждый, лишь немного изменив предложение.
Местоимения другой, иной имеют значения «непохожий, не тот, не такой»:

Это уже другая [иная] история.
У местоимения другой есть также значение «следующий»: 

В другой раз будь умнее.